# Buti István
Buti István (Zalaszentmihály, 1902. július 2. – Budapest, 1976. október 5.) festőművész, grafikus.

## Életútja
Négy elemit végzett, majd gazdasági cselédként dolgozott. 28 évesen kezdett foglalkozni rajzolással. Zala vármegye támogatásával Iványi-Grünwald Bélánál Budapesten tanult festeni. 1930-32-ben a Magyar Képzőművészeti Főiskolán folytatott tanulmányokat. Az 1930-as évek elején bekapcsolódott a baloldali értelmiségi mozgalmakba, részt vett a Szocialista Képzőművészek Csoportjának munkájában és 1936-tól tárlatain is. Művei között megtalálhatók munkástípus-tanulmányok, proletárenteriőrök és gyárábrázolások. Mindazonáltal látásmódja és élményvilága a naiv művészekéhez áll közel.

## Egyéni kiállítások
- 1936 • Tamás Galéria
- 1980 • Buti István emlékkiállítás, Magyar Nemzeti Galéria, Budapest.

## Válogatott csoportos kiállítások
Az Új Realista Művészek és a Szocialista Képzőművészek csoportos kiállításai az 1930-as években és az 1940-es évek elején.